# Ithaca Chasma

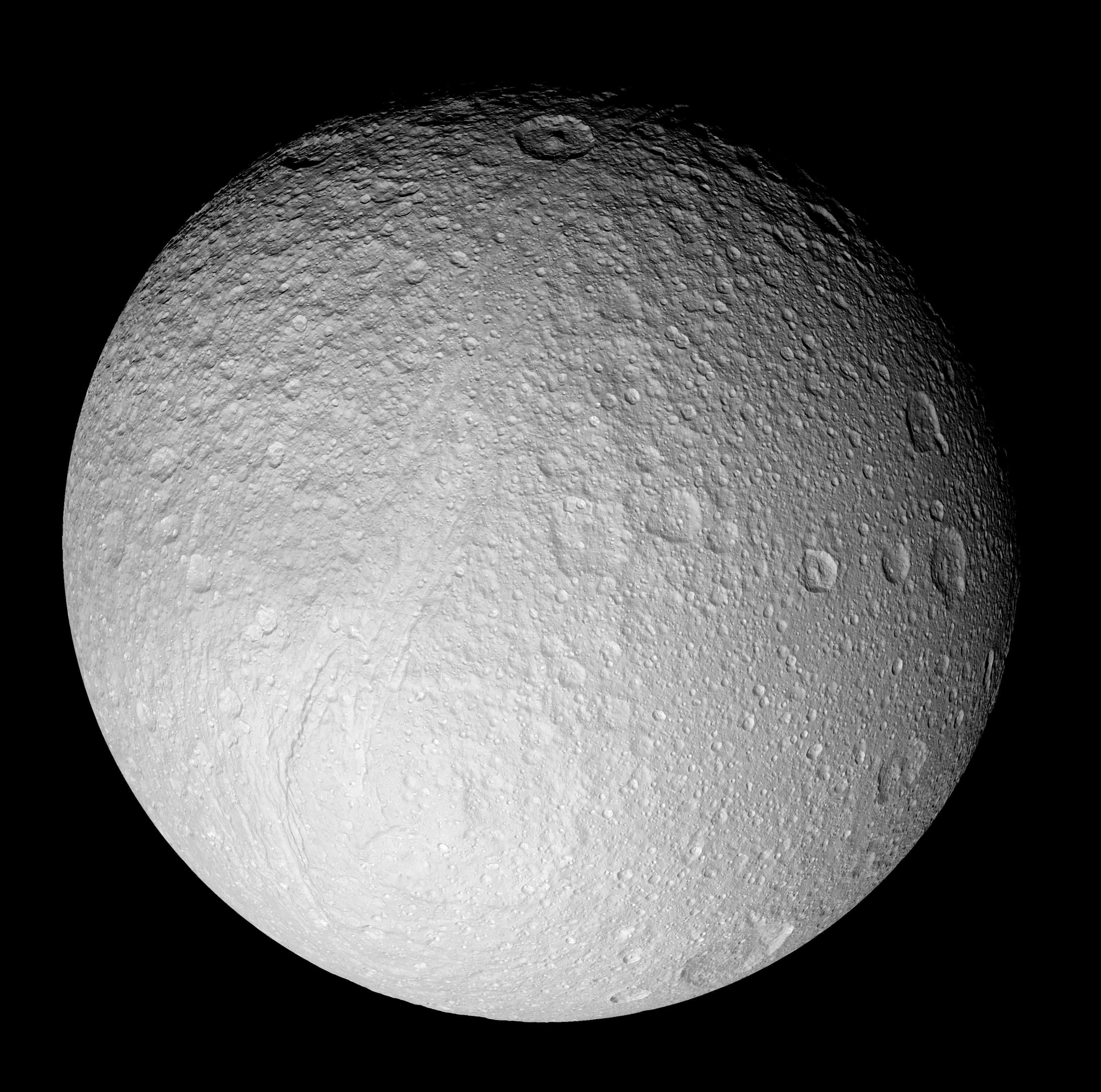
Tethys și Ithaca Chasma

Ithaca Chasma /i'ta.ka 'kas.ma/ este o vale (graben) a satelitului lui Saturn Tethys, numită după insula Itaca, din Grecia. Are până la 100 kilometri (62 mi) lățime, 3–5 kilometri (1,9–3,1 mi) adâncime și 2.000 kilometri (1.200 mi) lungime, parcurgând aproximativ trei sferturi din circumferința lui Tethys, ceea ce o face una dintre văile mai lungi din Sistemul Solar. Ithaca Chasma este aproximativ concentrică cu craterul Odysseus.
Ithaca Chasma poate să-și fi avut originea atunci când oceanul global de apă sărată din Tethys a înghețat. Acest lucru ar fi cauzat crăparea suprafeței pentru a se adapta la creșterea de volum rezultată. O altă ipoteză este că Ithaca Chasma este inelul exterior al bazinului de impact Odysseus. Chasma are o vechime de la 4 la 0,4 miliarde de ani și este puțin mai veche decât Odysseus.

## Descoperire

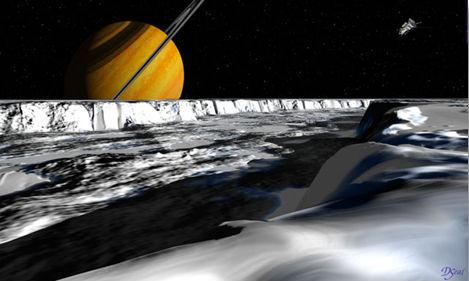
Redare artistică a lui Ithaca Chasma

Ithaca Chasma a fost descoperită de sonda Voyager 1 pe 12 noiembrie 1980, în timpul zborului său al lui Saturn.  Cu toate acestea, întreaga sa amploare a fost realizată abia în 1981, după zborul Voyager 2. A fost numită după insula Itaca, din Grecia.

## Geologie
Ithaca Chasma este un sistem gigant de jgheaburi de aproximativ 3 km adâncime și aproximativ limitată într-un cerc mare care trece prin polii lui Tethys. Este aproximativ concentric cu craterul de impact Odysseus - un pol al lui Ithaca Chasma se află la numai aproximativ 20° de acesta.
Chasma are o structură destul de complexă formată din două ramuri înguste spre sud. Pereții săi exteriori sunt formați din mai multe escarpe și terase subparalele. În unele locuri, chasma are o margine care se ridică până la 0,5 km peste câmpiile craterizate din jur. Lățimea sa variază de la doar câțiva kilometri în unele locuri până la mai mult de 100 km.

Vârsta lui Ithaca Chasma este estimată la 4,0 sau 0,4–3,3 miliarde de ani, în funcție de cronologia de impact aleasă. Numărările craterelor indică faptul că chasma este puțin mai veche decât craterul Odysseus, dar mult mai tânără decât câmpiile craterizate.

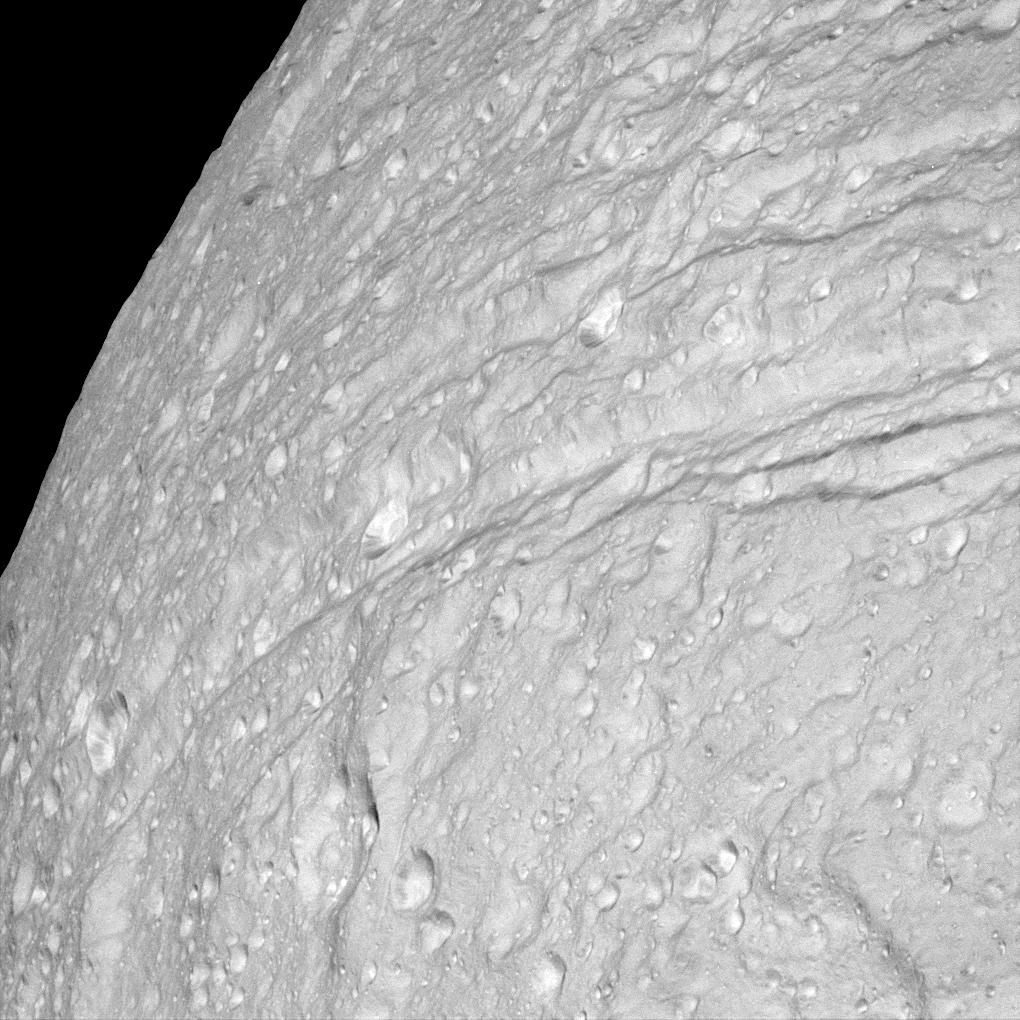
Imagine apropiată Cassini cu capătul sudic al lui Ithaca Chasma

## Origine
Există două ipoteze de bază cu privire la modul în care s-a format Ithaca Chasma. Una dintre ele este că s-a format pe măsură ce oceanul global de apă sărată lichidă intern al lui Tethys s-a solidificat, făcând ca satelitul să se extindă și să-și spargă suprafața pentru a găzdui volumul suplimentar din interior.  Craterele făcute înainte ca Tethys să se solidifice au fost probabil toate șterse de activitatea geologică înainte de atunci. 
Oceanul subteran global al lui Tethys poate fi rezultatul unei rezonanțe orbitale de 2:3 între acest satelit și Dione la începutul istoriei Sistemului Solar. Rezonanța ar fi condus la excentricitatea orbitală și la încălzirea mareică care ar fi putut încălzi suficient interiorul lui Tethys pentru a forma oceanul. Înghețarea ulterioară a oceanului intern după ce sateliții au scăpat din rezonanță ar fi putut genera stresul extensional care a creat Ithaca Chasma.

O ipoteză alternativă este că s-a format în același timp cu marele crater Odysseus, care se află lângă un pol al lui Ithaca Chasma. Când a avut loc impactul care l-a creat pe Odysseus, unda de șoc poate să fi călătorit prin Tethys și să fi produs o fractură circumcirculară analogă cu grabenul inelului exterior al bazinelor de impact cu mai multe inele. Cu toate acestea, determinarea vârstei bazată pe numărarea craterelor din imaginile Cassini de înaltă rezoluție a arătat că Ithaca Chasma este mai veche decât Odysseus, ceea ce face ipoteza impactului puțin probabilă.